# Thay tim đổi phận
Rang Mai Huajai Dem (tên tiếng Thái: ร่างใหม่...หัวใจเดิม, tên tiếng Việt: Thay tim đổi phận) là bộ phim truyền hình Thái Lan phát sóng vào năm 2016. Bộ phim chiếu trên đài OneHD31 với sự tham gia của Teerapat Sajakul, Wannarot Sonthichai, Sopitnapa Chumpanee... Đây là bộ phim thứ hai của nữ diễn viên Phiyada Akkraseranee với vai trò là nhà sản xuất phim. Phim phát sóng tại Việt Nam trên kênh Giải trí TV - VTVCab1.

## Nội dung
Xinh đẹp, tài năng, giỏi giang - là giám đốc PR của một khách sạn nổi tiếng, Pattinee (Jieb Sopitnapa) luôn khiến người khác thầm ghen tị khi có sự nghiệp thành công và một gia đình êm ấm, hạnh phúc bên anh chồng lịch lãm, thành đạt Kawin (Tui Teerapat), cùng cậu con trai nhỏ đáng yêu.
Cứ ngỡ niềm hạnh phúc ấy sẽ chẳng thể phá vỡ trước niềm tin và tình yêu đầy mật ngọt mà đôi vợ chồng này dành cho nhau. Nhưng không, mọi thứ đều bị "thiêu rụi" ngay sau cái ngày Pattinee vô tình bắt gặp chồng mình đang bên cạnh một cô gái khác, để rồi trong cơn ghen tuông vì chồng phản bội, Pattinee lái xe lao ra đường như một kẻ mất hồn và sau đó ra đi vĩnh viễn trong một tai nạn thảm khốc.
Cái chết bất ngờ của Pattinee để lại nỗi đau khôn xiết cho cha con Kawin, nhưng ở thời điểm đó lại là cứu cánh cho sự sống của Naluntha (Vill Wannarot) – cô gái trẻ bị bệnh tim bẩm sinh đang trong cơn nguy kịch sau khi nhìn thấy chồng ngoại tình. Tuy nhiên, có một điều kỳ lạ đã xảy đến - kể từ sau thành công của ca phẫu thuật thay tim,Naluntha đã không còn là Naluntha yếu mềm, bi lụy ngày nào, hay nói cách khác, Naluntha bây giờ chính là sự tái sinh của Pattinee.
Từ đây, trong nhân dáng của Naluntha trẻ trung, xinh đẹp, Pattinee đã tìm mọi cách để tiếp cận Kawin với mục đích trả thù, buộc anh phải trả giá cho sự phản bội lẫn nỗi đau đã gây ra cho cô. Đồng thời đây cũng là cách để Pattinee gần gũi, bảo vệ, chăm sóc con trai của mình. Song, càng cố gắng trả thù chồng, Pattinee càng nhận ra Kawin rất yêu mình và trên hết Pattinee đã biết được ai mới là kẻ thù đích thực khiến gia đình cô tan vỡ… Cuộc chiến dành lại hạnh phúc gia đình trước các "vệ tinh" vây quanh chồng của cô vợ "đã chết" cũng từ đó mà bắt đầu…

## Diễn viên
- Teerapat Sajakul as Kawin Hirathakarn
- Wannarot Sonthichai as Naluntha (Nalun) Chayanupung / Pattinee (Pat) Hirathakarn (linh hồn trong thân xác Naluntha)
- Sopitnapa Chumpanee as Pattinee (Pat) Hirathakarn - vợ Kawin (thân xác đã mất)
- Popetorn Soonthornyanakij as Pheesama - chồng Naluntha, ngoại tình với Ying
- Pitta Na Pattalung as Kaew Pinitkun - thư ký Pattinee, kẻ cướp Kawin
- Cholawit Meetongcom as Thanwa
- Yingying Sarucha as Nudee - em gái Pattinee
- Niti Chaichitatorn as Noojoon - bạn Pattinee
- Sirin Kohkiat as Y tá Jan
- Kriengkrai Oonhanun as Bác sĩ Chayangkun Chanyanupung - bố Naluntha
- Karnjana Jindawat as mẹ Kawin
- Kornrawich Sungkibool as Character Name
- Pornphan Rerkatakarn as Character Name
- Peramin Thabkaew as Ying - bồ Pheesama
- Sira Patrat as Character Name
- Chotiros Kaewpinit  as Character Name
- Phiyada Akkraseranee as Thita (khách mời)

## Ca khúc nhạc phim
- ผิดทั้ง 2 ทาง / Pit Tung Saung Tahng - Kwang Sirisil

## Rating
- Tập 1: 1.5
- Tập 2: 1.4
- Tập 3: 1.6
- Tập 4: 1.6
- Tập 5: 1.4
- Tập 6 1.7
- Tập 7: 1.7
- Tập 8: 1.6
- Tập 9: 2.1
- Tập 10: 2.0
- Tập 11: 2.1
- Tập 12: 2.4
- Tập 13: 2.6
- Tập 14: 2.0
- Tập 15: 2.3
- Tập 16: 3.0

Trung bình: 1.94